# Α-amylase
L'α-amylase (ou diastase ou takadiastase) est la toute première enzyme qui fut découverte en 1833 par Anselme Payen et Jean-François Persoz.
L'α-amylase (EC 3.2.1.1) est une enzyme digestive classée comme glycosidase (enzyme qui hydrolyse les polysaccharides). C'est un constituant du suc pancréatique et de la salive, requis pour le catabolisme des glucides à longue chaîne (comme l'amidon) en unités plus petites.
Elle est également synthétisée dans les fruits de beaucoup de plantes durant leur maturation (c'est ce qui rend leur goût si doux et sucré), et aussi pendant la germination des graines. L'amylase est entre autres responsable de la production de malt.

## Types
Il y a deux iso-enzymes de l'amylase : l'amylase salivaire (ou amylase 1 ou ptyaline) et l'amylase pancréatique (ou amylase 2). Elles se comportent différemment en focalisation isoélectrique, et peuvent être séparées en testant par les anticorps monoclonaux spécifiques.

## Mécanisme d'action
L'α-amylase brise les liaisons α(1→4)glycosidiques à l'intérieur des chaînes de l'amylose et de l'amylopectine pour donner des molécules de maltose (disaccharides de α-glucose).
Elle possède un site de liaison donc participe à l'élaboration de la pellicule acquise exogène. Elle se lie avec affinité au S. viridans ce qui conduit à sa clairance ou à son adhésion selon que l'amylase est en solution ou absorbée à la surface dentaire. L'amylase liée à une bactérie conserve environ 50 % de son activité enzymatique. La bactérie liée à l'amylase peut donc fermenter l'acide glutamique que celle-ci produit en acide organique.
Les acide aminés du site de réaction sont l'aspartate 197, le glutamate 233, l'aspartate 300.

Alpha-amylase. L'aspartate 300 est en cyan, l'aspartate 197 en jaune et le glutamate 233 en jaune.

## Génétique
Chez l'Homme, toutes les iso-amylases sont liées au chromosome 1q21.
L'enzyme peut être détectée en la mélangeant à son substrat pour obtenir un ou plusieurs produits. Dans ce cas, cette enzyme possède un substrat qui est l'amidon. Ces produits seront le maltose, diholoside réducteur qui pourra être détecté grâce à la liqueur de Fehling.
Son gène s'appelle AMY2A.

## Séquence chez l'humain
```
MKFFLLLFTIGFCWAQYSPNTQQGRTSIVHLFEWRWVDIALECERYLAPKGFGGVQVSPPNENVAIYNPF
RPWWERYQPVSYKLCTRSGNEDEFRNMVTRCNNVGVRIYVDAVINHMCGNAVSAGTSSTCGSYFNPGSRD
FPAVPYSGWDFNDGKCKTGSGDIENYNDATQVRDCRLTGLLDLALEKDYVRSKIAEYMNHLIDIGVAGFR
LDASKHMWPGDIKAILDKLHNLNSNWFPAGSKPFIYQEVIDLGGEPIKSSDYFGNGRVTEFKYGAKLGTV
IRKWNGEKMSYLKNWGEGWGFVPSDRALVFVDNHDNQRGHGAGGASILTFWDARLYKMAVGFMLAHPYGF
TRVMSSYRWPRQFQNGNDVNDWVGPPNNNGVIKEVTINPDTTCGNDWVCEHRWRQIRNMVIFRNVVDGQP
FTNWYDNGSNQVAFGRGNRGFIVFNNDDWSFSLTLQTGLPAGTYCDVISGDKINGNCTGIKIYVSDDGKA
HFSISNSAEDPFIAIHAESKL
[
6
]
```

## Pathologies
Des niveaux anormaux d'amylase ont été trouvés dans des cas de :
- traumatismes salivaires (incluant les problèmes liés à l'intubation pendant une anesthésie)
- oreillons (provoquant l'inflammation des glandes salivaires)
- pancréatite (à cause des dommages créés sur les cellules productrices d'amylase)
- problèmes rénaux (à cause d'une sécrétion réduite).

En général, une quantité d'enzymes plus de 10 fois supérieure à la normale est un des symptômes de la pancréatite. Lorsque la quantité est de l'ordre de 5 à 10 fois le taux normal, cela peut indiquer des problèmes duodénaux ou rénaux. Parfois, on peut trouver une faible augmentation d'amylase dans la salive sans que ce soit pathogène.

## Séquence
Les cinq α-amylases humaines comportent chacune 496 acides aminés. Les différences entre elles sont très petites (les amylases 1A, 1B et 1C sont identiques).